# Вількаси (Гіжицький повіт)
Вількаси (пол. Wilkasy, нім. Willkassen, Dorf) — село в Польщі, у гміні Ґіжицько Гіжицького повіту Вармінсько-Мазурського воєводства.
Населення — 1540 осіб (2011).

## Демографія
Демографічна структура станом на 31 березня 2011 року:
|          | Загалом | Допрацездатний вік | Працездатний вік | Постпрацездатний вік |
| -------- | ------- | ------------------ | ---------------- | -------------------- |
| Чоловіки | 757     | 138                | 567              | 52                   |
| Жінки    | 783     | 137                | 512              | 134                  |
| Разом    | 1540    | 275                | 1079             | 186                  |